# Себастьяно Веньєр
Себастьяно Веньєр (італ. Sebastiano Venier) — 86-й венеційський дож у 1577—1578 роках.

## Біографія
Належав до родини «нових патриціїв» (case nuove), що походила з Віченци і відома з XI ст. Молодший син Мойзе Веньєра і Гелени Дони. Народився 1496 року. 4 грудня 1517 року його було обрано до Великої ради шляхом жеребкування золотого балу.  
Він завдяки хисту до красномовства працював юристом з дуже раннього віку, хоча й не маючи формальної кваліфікації. 8 липня 1520 року він став адвокатом-гранде, тобто став адвокатом тих, кому держава погрожувала судовим позовом. Крім того, він також займався своєю юридичною діяльністю в приватних справах, наприклад, для сприяння торгівлі з Александрією. 15 січня 1530 року обирається адвокатом-фіскале, де захищав патриціїв, але також виступав у ролі обвинувача. 8 листопада 1530 року він захищав прокураторів лікарні Сан-Лоренцо від вимог Джироламо Кверіні, який мав право висувати кандидатуру пріора. 7 лютого 1531 року він втрутився на користь синів Лоренцо Пізані даль Банко, яких звинуватили у відкритті гребель Адідже, що затопило близько 45 тис. кампі сільськогосподарських угідь на території Падуані. Потім призначається адвокатом-приджіонері, тобто захищати мандрівників. У цьому статусі 7 січня 1533 року він захищав екіпажі муди (конвою кораблів) до Фландрії, яких звинувачували у невиконанні своїх обов'язків. У 1537—1544 роках обіймав посаду вищого аодвоката-гранде. 14 травня 1544 року стає членом Авагадорії.
У 1528 і 1529 роках під час війни Коньякської ліги надав позики Республіки, незважаючи на помірний власний статок. Коли його єдиний брат Леонардо помер бездітним у 1543 році, він вирішив одружитися на удові Луки Вендраміна. 
З 1548 до 1551 року обіймав посаду герцога (намісника) Криту. На острові він був залучений до низки суперечок серед венеційських поселенців. Він марно намагався обмежити виробництво вина, що загрожувало постачанню пшениці на острів, а отже, і на постачання Венеції. Він надав своєму синові Філіппо вікаріатство на острові. По поверненню до Венецію знову увійшов до Авагадорії. 3 вересня 1553 року його було обрано цензором. 1 січня 1554 року він приєднався до Ради десяти. 21 червня того ж року його було обрано проведитором річки П'яве; 24 червня— обрали коректором законів. У 1557—1558 роках входив до Сенату. 1559 року призначено вищим проведитором фортець, де відповідав за зміцнення та переобладнання укріплень.
1560 року увійшов до складу Ради десяти. 1561 року призначено капітаном (командувачем залоги) Брешії, де розв'язував проблеми цієї комуни з Кремоною. 1562 року обирається «великим мудрим» (головним експертом) Республіки. 1563 року призначається проведитором Фріулі, а 1564 року — проведитором беккарі (відповідав за м'ясників та їхні торгові лавки у Венеції). Наприкінці 1564 року стає членом Малої ради. 1565 року стає проведитором Карнії, тобто відповідав за кордони на північному сході. У 1566—1566 роках був подестою Верони, де припинив зловживання місцевих патриціїв. Протягом 1568 року був проведитором Корфу, потім у 1569 році — губернатором Кіпру.
У 1570 році став прокуратором собору Святого Марка, у вересні — проведитором (військовим комісаром з фінансовими повноваженнями) Корфу, 17 червня — генеральним проведитором Кіпру, 13 грудня грудні того ж року - генералом-капітаном моря в новій війні проти Османської імперії, замінивши Джироламо Дзане. Був командувачем венеційського флоту в битві при Лепанто 7 жовтня 1571 року, в якій Священна ліга завдала рішучої перемоги над турками. Але під тиском Хуана Австрійського, що не знайшов спільної мови з Веньєром, того було звільнено з посади у 1572 році.
Ідею Веньєра щодо знищення османських фортець у Албанії не було зреалізовано. У 1573 році увійшов до Ради десяти, а 1574 року призначається проведитором Арсеналу. З 1574 до 1576 року засідав у Раді десяти чи її дзонті.
11 червня 1577 року одноголосно обирається дожем. Посада спричиняла йому фізичні труднощі: він уже мав певні проблеми зі слухом, страждав на ішіас, а його складна та сварлива вдача залишалася з ним навіть за часів дожування. 
20 грудня цього ж року сильна пожежа зруйнувала деякі частини палацу дожів, знищивши безцінні твори, що зберігалися в ньому.
Помер 3 березня 1578 року. Його поховали в церкві Санта-Марія-дельї-Анджелі в Мурано. У 1907 році його рештки було перенесено до базиліки Сан-Джованні-е-Паоло.
З 3 червня 1544 року був одружений з Чечілією Контаріні, яка народила йому дочку Гелену Веньєр. У нього також було двоє позашлюбних синів Філіппо та Марко.